# Стоян Стоянов (офицер)
Вижте пояснителната страница за други личности с името Стоян Стоянов.
Стоян Николов Стоянов е български партизанин и офицер, генерал-майор.

## Биография
Роден е на 22 август 1909 г. в Сопот. През 1932 г. основава организация на РМС в Сопот и става член на Районен комитет на РМС. От 1933 г. е член на БКП и става член на РК на БКП. От следващата година е секретар на РК на БКП. Учи в Пловдивската гимназия, но е изключен за прокомунистическа дейност. От 1930 до 1931 г. е частен ученик във вечерните курсове на свещеник Абаджиев в Пловдив. Учи и при различни частни учители в София (до 3 клас). Между 1931 и 1932 г. е в Сопот, където създава група на РМС. След това до 1933 г. работи в Карлово в картонена фабрика. От 1933 до 1934 г. е член на Околийския комитет на РМС в Сопот, където отговаря за масовата работа в училища. По това време е арестуван, но освободен поради липса на доказателства. В началото на 1935 г. е арестуван отново, но е освободен, а след разкриване на РМС в Карлово е арестуван през декември 1935 г., но избягва от полицията и се премества в София. Там е арестуван в края на 1936 г. е и осъден на 10 години затвор, от които излежава 6 години в Пловдивския, Сливенския, Плевенския и Софийския затвор. Избягва от затвора през август 1943 г. заедно с Райко Дамянов и други. Създава Сопотската партизанска чета, а от януари до септември 1944 г. е неин командир. След това е помощник-командир на втори армейски артилерийски полк до 1945 г. След Втората световна влиза в българската армия. От 1945 до 1948 г. е помощник-командир във Военновъздушните сили. До декември 1948 г. е командир на тридесет и пети пехотен врачански полк. Между януари 1949 и януари 1950 г. завършва курс „Вистрел“ в СССР. От 1950 г. е полковник. След завършване на курса е назначен за командир на 49-и стрелкови полк в Марица. Остава на този пост до юни 1951 г. Между юни и ноември 1951 г. е заместник-командир по строевата част на осми стрелкови корпус в Русе. В периода ноември 1951-декември 1953 г. учи в Академията на Генералния щаб на СССР „Климент Ворошилов“ в СССР. Между декември 1953 и декември 1954 г. е командир на четвърти стрелкови корпус в Ямбол. През декември 1954 г. е назначен за заместник-командир на втори отделен стрелкови корпус в Пловдив. Остава на този пост до септември 1955 г. От септември 1955 г. е заместник-командир на втора армия. От 1957 г. е генерал-майор. В периода 30 януари 1958 г. до 19 септември 1958 г. е началник на Висшето народно военно училище във Велико Търново. През 1963 г. преминава в запаса. Става член на ОК на БКП в Пловдив. На 21 март 1984 г. с указ № 946 е обявен за Герой на социалистическия труд . Награждаван е още с ордените „Георги Димитров“ (1979), „Народна република България“ I и II ст., „9 септември 1944 г.“, „Народна свобода 1941 – 1944 г.“ и съветските „Червено знаме“ и „Отечествена война“. Умира на 26 януари 1985 г.

## Образование
- курс „Вистрел“, СССР (януари 1949 – януари 1950)
- Академия на Генералния щаб на СССР „Климент Ворошилов“ (ноември 1951 – декември 1953)